# جاك وايس
جاك وايس (بالإنجليزية: Jack Weiss)‏ هو رائد أعمال وسياسي أمريكي، ولد في 21 أغسطس 1964 في لوس أنجلوس في الولايات المتحدة. حزبياً، نشط في الحزب الديمقراطي.